# Habanero 1ra. Sección
Habanero 1ra. Sección är en ort i Mexiko.   Den ligger i kommunen Cárdenas och delstaten Tabasco, i den sydöstra delen av landet, 600 km öster om huvudstaden Mexico City. Habanero 1ra. Sección ligger 25 meter över havet och antalet invånare är 1 641.
Terrängen runt Habanero 1ra. Sección är mycket platt. Runt Habanero 1ra. Sección är det ganska tätbefolkat, med 75 invånare per kvadratkilometer. Närmaste större samhälle är Cárdenas, 6,3 km nordväst om Habanero 1ra. Sección. Trakten runt Habanero 1ra. Sección består till största delen av jordbruksmark.